# 武王 (百済)
武王（ぶおう、580年? - 641年）は、百済の第30代の王（在位：600年 - 641年）。
第29代法王の子（『北史』には第27代威徳王の子と記されている）。諱は璋、『三国遺事』王暦には武康、献丙の別名が伝わっている。『隋書』には余璋の名で現れる。

## 治世
朝鮮半島内での三国の争いは激しくなり、百済においても新羅においても、高句麗への対抗のために隋の介入を求める動きが活発となっていた。武王は607年及び608年に、隋に朝貢するとともに高句麗討伐を願い出る上表文を提出し、611年には隋が高句麗を攻めることを聞きつけて、先導を買って出ることを申し出た。一方で高句麗との外交関係も維持しており、612年に隋が高句麗を攻撃したときにも、百済が軍事的に隋に協力することはなかった。新羅とは伽耶諸国の支配権をめぐって紛争が絶えず、602年8月には出兵して新羅の阿莫山城（全羅北道南原市）を包囲したが、新羅の真平王の派遣した騎兵隊の前に大敗を喫した。611年10月には椵岑城（忠清北道槐山郡）を奪い、616年にも母山城（忠清北道鎮川郡）を攻撃した。618年に椵岑城は新羅に奪回されたが、その後も同城周辺での小競り合いが続いた。
隋が滅びて唐が興ると、621年に朝貢、624年には「帯方郡王・百済王」に冊封されている。626年に高句麗と和親を結び、新羅をたびたび攻撃した。627年には新羅の西部2城を奪い、さらに大軍を派遣しようとして熊津に兵を集めた。新羅の真平王は唐に使者を送って太宗に仲裁を求め、武王は甥の鬼室福信を唐に派遣して仲裁を受け入れたが、その後も新羅との紛争は続いた。
父の法王が建立を開始した王興寺（忠清南道扶余郡）を634年に完成させ、また弥勒寺（全羅北道益山市）を建立した。
在位42年にして641年3月に死去し、武王と諡された。唐に使者を派遣してその死を告げたところ、太宗は哭泣の儀礼を以て悼み、武王には光禄大夫の爵号が追贈された。

## 薯童説話
『三国遺事』紀異・武王条には、武王についての異説が薯童説話として収められている。ここでは武王は古朝鮮の武康王と混同されているほか、第24代東城王の新羅との通婚、第25代武寧王が即位前に益山地域を治めたこと、武王時代の弥勒寺創建縁起説話など、多くの時代の言い伝えが複合して形成されたものと考えられている。詳しくは薯童説話を参照。

## 登場作品
テレビドラマ
- 薯童謠（ソドンヨ）（2005年 - 2006年、SBS） - チョ・ヒョンジェ（趙現載）
- 階伯（ケベク）（2011年、MBC） - チェ・ジョンファン

## 家族
- 父：第29代法王（第27代威徳王との説もあり）
- 母：不詳
- 王妃：善花公主（新羅王・真平王の3女）
  - 嫡男：義慈王（第31代国王。諸説あり）
- 王妃：沙宅王后（百済貴族・沙宅積徳の娘）
  - 王子：翹岐

他にも、翹岐と同母の姉妹が4人いたという（これに従えば、王女4人は沙宅王后の所生子となる）。